# Salix liouana
Salix liouana — вид квіткових рослин із родини вербових (Salicaceae).

## Морфологічна характеристика
Це кущ; кора жовтувата. Гілочки жовтувато-бурі чи червонувато-брунатні; 1- та 2-річні гілочки густо-сіро запушені. Листки чергові; листкова ніжка 5–10 мм, щільно запушена; листкова пластинка зворотно-ланцетна чи ланцетна, 6–10 × 1.5–2.5 см, абаксіально (низ) бліда, в молодості волохата, у зрілому віці лише жилки ворсисті, адаксіально зеленувата, край залозисто-пилчастий, злегка загорнутий, верхівка коротко загострена. Чоловіча сережка 2–3 × 0.8–1 см, сидяча. Чоловіча квітка: тичинок 2, пиляки багряно-червоні, кулясті. Жіноча сережка від яйцеподібної до циліндричної, 10–25 × 6–7 мм. Жіноча квітка: зав'язь конічна, сіро-запушена, сидяча.

## Середовище проживання
Хенань, пн. Хубей, пд. Шеньсі, Шаньдун. Росте уздовж річок; на висотах 1000–1300 метрів.